# 米娅·瓦莱
米娅·瓦莱（法語：Mia Vallée，2001年3月22日—），加拿大女子跳水运动员。她曾代表加拿大参加2022年英联邦运动会跳水比赛，获得女子1米跳板金牌、女子3米跳板铜牌和女子双人3米跳板铜牌。